# SheBelieves Cup 2024
Der SheBelieves Cup 2024 für Frauenfußballnationalteams fand zwischen dem 6. und 9. April 2024 in den USA statt. Es war die neunte Austragung dieses Turniers. Teilnehmer waren Gastgeber USA sowie drei Teams, die an der WM 2023 teilnahmen. Aufgrund der Änderungen des FIFA-Spielefensters und der Einführung des CONCACAF W Gold Cup im Februar und März wurde der Turnierzeitpunkt in den April verschoben und der Modus geändert. Statt im Jeder-gegen-jeden-Modus wie bei den acht Austragungen zuvor, wurden zwei Halbfinal- und zwei Platzierungsspiele ausgetragen. Somit hat jede Mannschaft nur zwei statt vorher drei Spiele. Als weitere Teilnehmer wurden am 19. Januar Brasilien, Japan und Kanada genannt. Parallel zum Turnier finden in Europa die ersten beiden Spieltage der Qualifikation für die EM 2025 statt, so dass keine europäische Mannschaft wie bei früheren Austragungen teilnehmen konnte.
Austragungsorte waren das Mercedes-Benz Stadium in Atlanta für die Halbfinalspiele und das Lower.com Field in  Columbus für die Platzierungsspiele.

## Spielergebnisse

### Halbfinale
|                          |   |        |                      |
| 6. April 2024 in Atlanta |   |        |                      |
| USA                      | – | Japan  | 2:1 (1:1)            |
| Brasilien                | – | Kanada | 1:1 (1:0), 2:4 i. E. |

### Spiel um Platz 3
|                           |   |           |                      |
| 9. April 2024 in Columbus |   |           |                      |
| Japan                     | – | Brasilien | 1:1 (1:0), 0:3 i. E. |

### Finale
|                           |   |        |                      |
| 9. April 2024 in Columbus |   |        |                      |
| USA                       | – | Kanada | 2:2 (0:1), 5:4 i. E. |

## Torschützinnen
| Rang | Spielerin    | Tore |
| ---- | ------------ | ---- |
| 1    | Adriana Leon | 2    |
|      | Sophia Smith | 2    |

| Rang | Spielerin      | Tore |
| ---- | -------------- | ---- |
| 3    | Cristiane      | 1    |
|      | Tarciane 1     | 1    |
|      | Vanessa Gilles | 1    |

| Rang | Spielerin     | Tore |
| ---- | ------------- | ---- |
| 3    | Kiko Seike    | 1    |
|      | Mina Tanaka   | 1    |
|      | Lindsey Horan | 1    |
|      | Jaedyn Shaw   | 1    |

## Schiedsrichterinnen
0  Danielle Chesky  Myriam Marcotte  Tori Penso  Crystal Sobers